# Flamingo's Haarlem
Flamingo's Haarlem was een professionele basketbalclub uit Haarlem die van 1957 tot en met 1983, met uitzondering van het seizoen 1961/1962, in de Eredivisie uitkwam. Flamingo's was een van de twaalf teams die bij de oprichting van de Eredivisie was betrokken. De club werd vier keer landskampioen en won vier keer de NBB-Beker. Van 1971 tot 1973 werd de club onder de naam Levi's Flamingo's Haarlem drie keer op rij landskampioen.
In 1968 trok Flamingo's twee Amerikaanse militairen aan die woonachtig in Nederland waren. In het daaropvolgende jaar, onder voorzitter trok de club met het Amerikaanse kledingmerk Levi's een sponsor aan en ging de club Levi's Flamingo's heten. In 1971 werd Haarlem ongeslagen landskampioen na het winnen va de kampioenswedstrijd tegen Fiat Stars in Ahoy voor 8.500 toeschouwers. Bekende spelers in het team waren Tyrone Marioneaux ("The Tree"), Kees Akerboom sr., Harry Kip, Wim Franke, Bill Moore ("Rambler") en Gehrard Schreur en Mart Smeets.

## Historie

### Naamgeving
- 1955 - 1957 : Black Pirates
- 1957 - 1970 : Flamingo's Haarlem
- 1970 - 1975 : Levi's Flamingo's Haarlem
- 1975 - 1978 : Buitoni Haarlem
- 1978 - 1979 : Flamingo's Haarlem
- 1979 - 1982 : Eve & Adam Flamingo's
- 1982 - 1983 : Stars Haarlem

## Erelijst
- Nederlands kampioen (4x) 
 1968, 1971, 1972, 1973
- NBB-Beker (4x) 
 1969, 1970, 1971, 1976
- Lew Lake-toernooi 
 1969, 1970, 1971[1]